# Gears de Saginaw
Les Gears de Saginaw sont une franchise de hockey sur glace ayant évolué dans la Ligue internationale de hockey.

## Historique
L'équipe a été créée en 1972 à Saginaw au Michigan et évolua dans la LIH durant onze saisons, soit jusqu'en 1983. Elle prit part à cinq finales de la Coupe Turner et remporta le trophée à deux occasions.

### Saisons en LIH
Note : PJ : parties jouées, V : victoires, D : défaites, N : matchs nuls, DP : défaite en prolongation, DF : défaite en fusillade, Pts : Points, BP : buts pour, BC : buts contre, Pun : minutes de pénalité
| Saison    | PJ | V  | D  | N  | Pts | Classement               | Séries éliminatoires                 | Entraîneur    |
| --------- | -- | -- | -- | -- | --- | ------------------------ | ------------------------------------ | ------------- |
| 1972-1973 | 74 | 30 | 41 | 3  | 63  | 5e place, division Nord  | hors des séries                      | Don Perry     |
| 1973-1974 | 76 | 38 | 34 | 4  | 80  | 2e place, division Nord  | défaite en finale de la Coupe Turner | Don Perry     |
| 1974-1975 | 75 | 49 | 29 | 3  | 89  | 3e place, division Nord  | défaite en finale de la Coupe Turner | Don Perry     |
| 1975-1976 | 78 | 43 | 26 | 9  | 95  | 1re place, division Nord | défaite en 2e ronde                  | Don Perry     |
| 1976-1977 | 78 | 40 | 27 | 11 | 91  | 1re place, division Nord | vainqueur de la Coupe Turner         | Don Perry     |
| 1977-1978 | 80 | 40 | 28 | 12 | 92  | 1re place, division Nord | n/d                                  | Don Perry     |
| 1978-1979 | 80 | 35 | 35 | 10 | 80  | 3e place, division Nord  | défaite en 1re ronde                 | Don Perry     |
| 1979-1980 | 80 | 43 | 27 | 10 | 96  | 2e place, division Nord  | défaite en 2e ronde                  | Don Perry     |
| 1980-1981 | 82 | 45 | 29 | 8  | 98  | 1re place, division Est  | vainqueur de la Coupe Turner         | Don Perry     |
| 1981-1982 | 82 | 36 | 38 | 8  | 80  | 5e rang LIH              | défaite en finale de la Coupe Turner | n/d           |
| 1982-1983 | 82 | 29 | 44 | 9  | 71  | 4e place, division Est   | n/d                                  | Marcel Comeau |